# حساسية وبر الحيوانات
تعتبر الحساسية الناتجة من وبر الحيوانات استجابة مناعية محددة ومبالغ فيها تحدث للكائن الحي عندما يتلامس مع قشور صغيرة أو مجهرية للخلايا الظهارية لبعض الحيوانات. وتعرف المواد القادرة على التسبب في رد فعل تحسسي بالمواد المسببة للحساسية أو بالمواد المحسّسة. كما يعد وبر الحيوانات، الذي يوجد عادةً في الداخل، أحد أكثر المسببات شيوعًا للربو والحساسية الدائمة ولكنه لا يسبب أعراضًا لدى غالبية الناس.

## الأسباب
تعد حساسية وبر الحيوانات أكثر شيوعًا مع الكلاب والقطط والخيول والأبقار وفئران الهامستر وغيرها من القوارض.
يمكن رؤية وبر الإنسان بالعين المجردة بكل سهولة  لكن وبر الحيوانات يكون بالعادة مجهريًا وينتشر في جميع الأرجاء كما يبقى ملتصق بالملابس والسجاد والستائر والمقاعد، ...إلخ. لذلك سيكون لدى الأشخاص الذين يعانون من الحساسية تجاه وبرها رد فعل تحسسي ناتج عن الوبر المنتشر في جميع الأنحاء حتى لو لم يكن الحيوان بالغرفة نفسها.
يكون بعض الأشخاص عرضة لهجمات الحساسية بعد ملامسة وبر الحيوانات المجهري العالق في ملابسهم حيث تستغرق الأجسام المضادة والغلوبولين المناعي (IgE) وقتًا للعمل وأحيانًا تبدأ العمل في الجسم بعد ساعات من التلامس، لذلك من الشائع جدًا أن يحدث تلامس الشخص مع مسببات الحساسية في الصباح ويصاب برد فعل تحسسي في المساء، ويرجع ذلك أساسًا، إلى وجود الوبر العالق بملابسه إذا لم يقم بتبديلها.
سيصبح الشخص مع مرور الوقت حساسًا بشكل متزايد تجاه الحيوانات ذات الوبر، مما يجعل من المستحيل للبعض الدخول إلى الأماكن التي يوجد بها حيوان ذو وبر.
دعونا نستذكر المدة الزمنية لبقاء وبر الحيوان في الغرف:
- القطط: لمدة 6 أشهر. الشيء السيء في هذا الوبر هو أنه مجهري وهذا هو سبب صعوبة تنظيفه
- الكلاب: من 3 إلى 6 أشهر. يحدث له نفس الشيء كالقطط.
- الخيول: من 6 أشهر إلى سنة.

## المراحل
يمكن تقسيم مرحلة الحساسية من وبر الحيوان إلى:
- مرحلة 0: الشخص ليس لديه حساسية
- مرحلة 1: يصاب الشخص بحساسية من وبر الحيوانات. ولكن يكون رد الفعل التحسسي عند ملامسته شبه معدوم
- مرحلة 2: يصبح الشخص حساسًا. مجرد ملامسة وبر الحيوان (ليس ضروري أن يكون الحيوان مع الشخص في الغرفة نفسها)، يعاني الشخص من السعال وسيلان الأنف والعطاس وإفراز الدموع (أقل شيوعًا) والشرى المعروف بالطفح الجلدي (شائعة جدًا) واحمرار العين (نادرة جدًا).
- مرحلة 3: الشخص حساس بالكامل.  كل شيء لامسه وبر الحيوان من قبل يسبب له الحساسية على سبيل المثال إذا مات لشخص ما حيوان ذو وبر وبعد شهرين ذهب الشخص الحساس لمنزل ذلك الشخص سيكون لديه رد فعل تحسسي. خطر صدمة الحساسية أو الصدمة الاستهدافية.
- مرحلة 4: حالة حادة من فرط الحساسية (المريض شديد الحساسية). خطر الربو المزمن (الذي من شأنه أن يقلل بشكل كبير من جودة حياة المريض) وخطر كبير للغاية لصدمة الحساسية (في حالة حدوثها تكون حالة الشخص في خطر شديد).

## العلاج
أفضل علاج لهذه الحساسية هو التخلص من الحيوان المسبب لها، من خلال العلاج النفسي السلوكي، ولكن نظرًا لأنه ليس من السهل دائمًا تجنب ملامسة الحيوان بسبب الصراعات العاطفية، يشار عادةً إلى علاج الأعراض والعلاج المناعي للحساسية الذي يتألف من سلسلة من حقن الحساسية لخلايا ظهارية الحيوان المعني لمدة 5 سنوات على الأقل، خاصة للمرضى الذين يعانون من أعراض شديدة أو لديهم علاقة نفسية عميقة مع الحيوانات الأليفة.
وتم حاليًا إثبات فعالية العلاج المناعي لأمراض حساسية الجهاز التنفسي الناتجة عن التحسس من حبوب اللقاح وعث غبار المنزل وسموم الحشرات غشائية الأجنحة أي ليس فقط من وبر الحيوانات. كما يقلل هذا العلاج من شدة الأعراض ومن الحاجة إلى العلاج الدوائي وفي الوقت الحالي هو العلاج المسبب الوحيد القادر على تعديل مسار أمراض الجهاز التنفسي التي تسببها الحساسية.

## التشخيص
مثل جميع أنواع الحساسية، إن خطر الإصابة بالصدمة الاستهدافية أو صدمة الحساسية موجود. وتعرف صدمة الحساسية أنها حالة مرضية من فرط الحساسية ينتج عنها ردة فعل تحسسية شديدة  في جسم المريض. إذا لم يتم علاجه بسرعة بحقن الأدرينالين والكورتيزون يكون المريض معرض لخطر الموت بشكل كبير. يتعرض الأشخاص المصابين بحساسية من وبر الحيوانات لهذا الخطر أيضا.

## مواضيع ذات صلة
أنواع أخرى من الحساسية:
1. حساسية الطعام
2. حساسية حبوب اللقاح
3. حساسية كميائية متعددة
4. حساسية الضوء

### استشهاد عام
1.    ↑ Jofré M., Leonor. Visita terapéutica de mascotas en hospitales (en español). Rev. chil. infectol;22(3):257-263, sept. 2005. tab.
2.    ↑ por MedlinePlus (mayo de 2009). «Alergia al moho, a la caspa de animales y al polvo». Enciclopedia médica en español. Archivado desde el original el 3 de enero de 2010. Consultado el 5 de enero de 2010.
3.    ↑ Saltar a:a b Josep Bras I Marquillas (2007). Pediatría en atención primaria (2 edición). Elsevier, España. p. 162. ISBN 8445815008.
4.    ↑ Stanley, Jacqueline (2007). Inmunología basada en la resolución de problemas. Elsevier, España. p. 223. ISBN 848086222X.
5.    ↑ LIZASO, M.T. et al. Tratamiento de la alergia a hongos (en español). Anales Sis San Navarra [online]. 2003, vol.26, suppl.2 [citado 2010-01-14], pp. 129–137. ISSN 1137-6627.
1. ↑  Jofré M., Leonor (2005-09). "Visita terapéutica de mascotas en hospitales". Rev. chil. infectol (بالإسبانية). 22 (3): 257–263. ISSN:0716-1018. Archived from the original on 3 نوفمبر 2014. {{استشهاد بدورية محكمة}}: تحقق من التاريخ في: |تاريخ= (help)
2. 1 2